# Distrito municipal de Žvėrynas
Distrito municipal de Žvėrynas es un distrito municipal perteneciente a la ciudad de Vilna y organizado administrativamente en dos barrios (Saltoniškės, Žvėrynas). El distrito se limita con los distritos municipales de Šnipiškės, Karoliniškės, Šeškinė, Naujamiestis y Vilkpėdė.

## Barrios
El distrito está formado por los siguientes 2 barriosː
- Saltoniškės
- Žvėrynas

## Galería

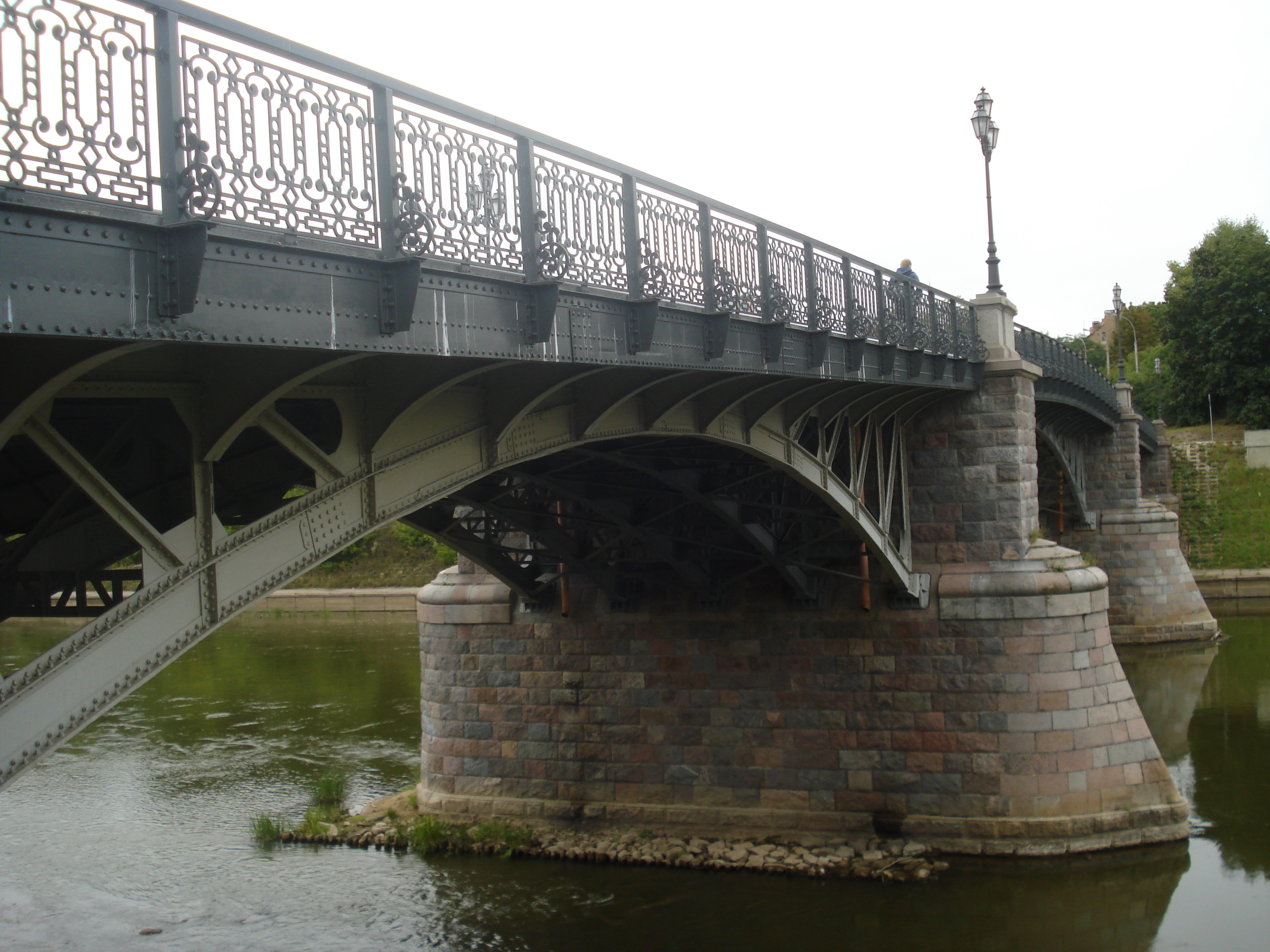
Puente de Žvėrynas
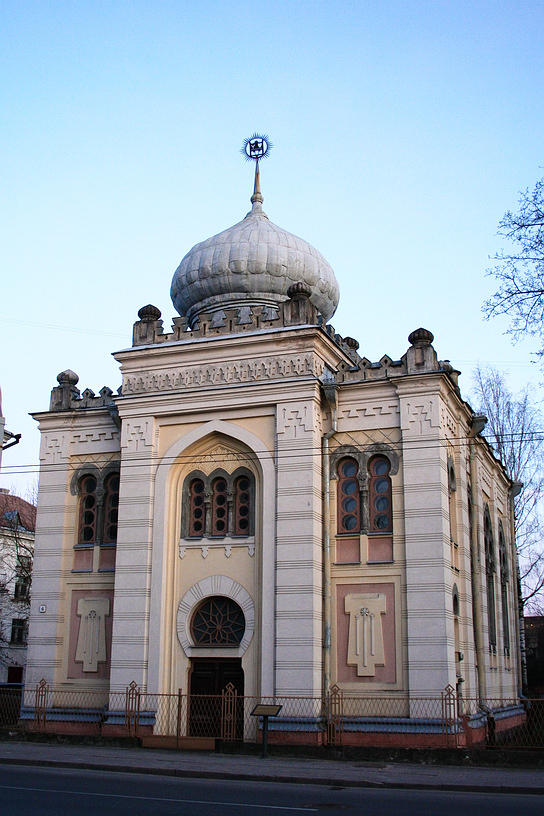
Kenesa de Vilna
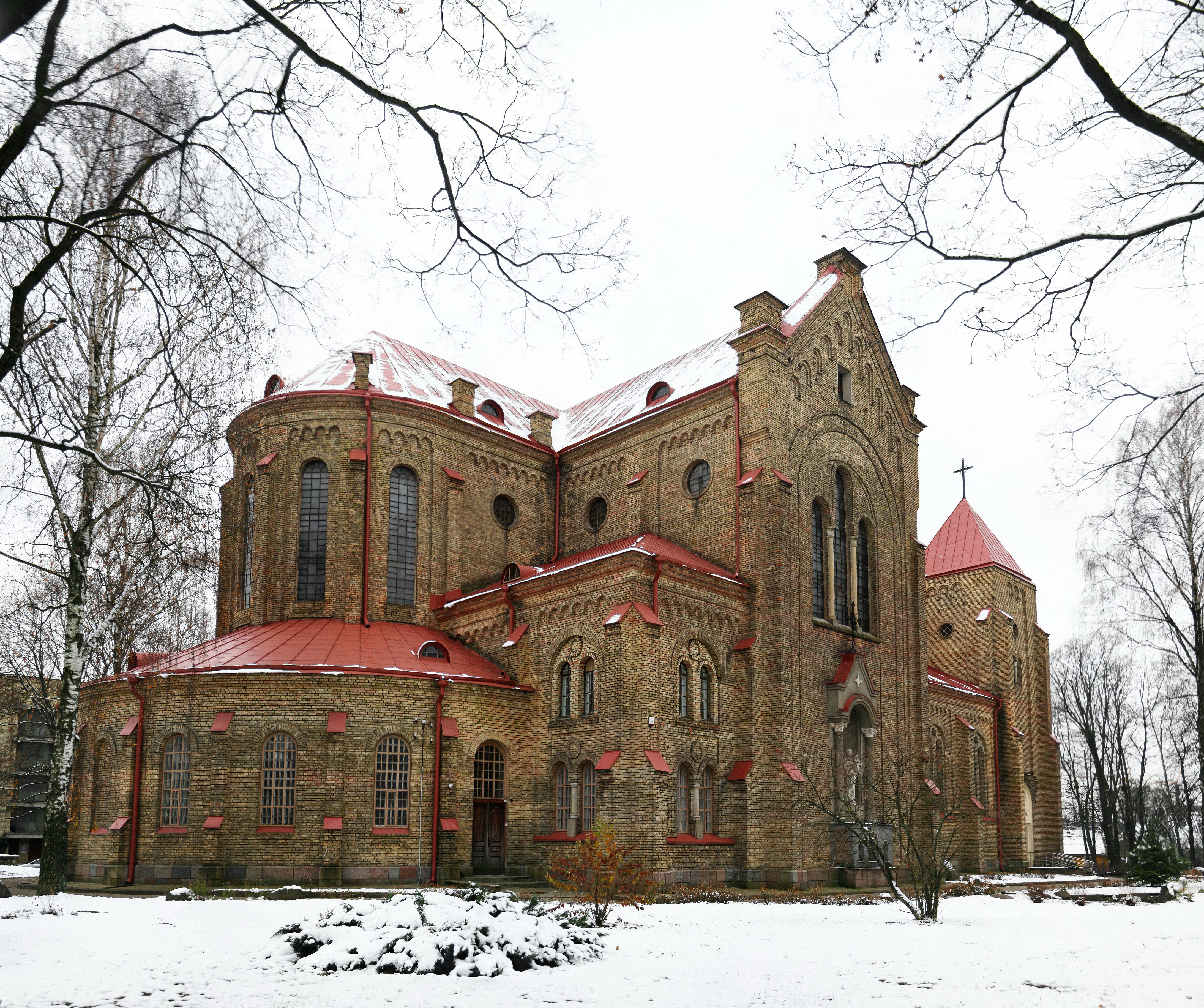
Iglesia de la Inmaculada Concepción de la Santísima Virgen María
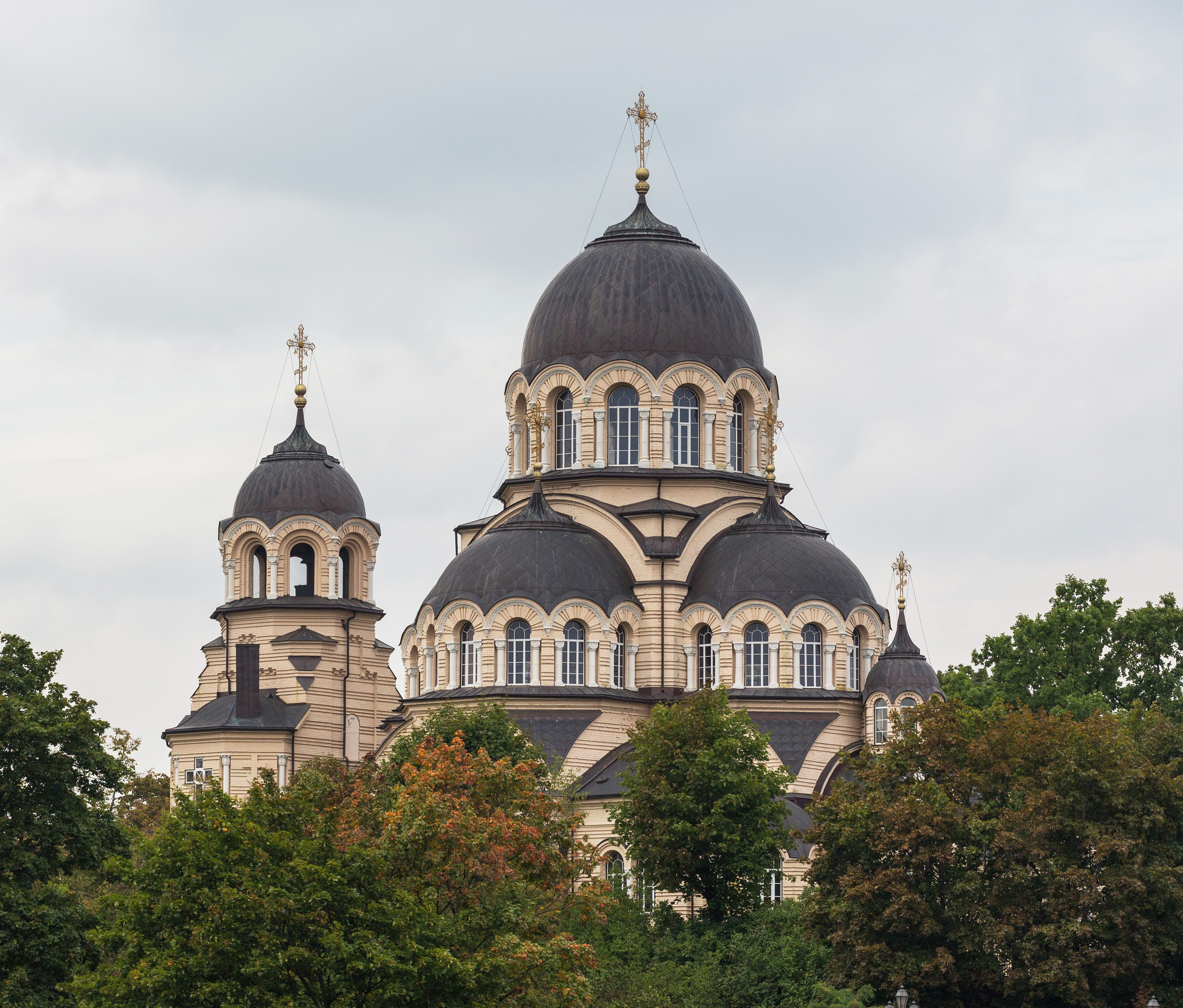
Iglesia Ortodoxa de la Platytera